# Ispirazione della Bibbia
All'interno della teologia cristiana con ispirazione si intende il fondamento dei testi della Bibbia nel progetto di autorivelazione di Dio all'uomo, una rivelazione che avviene in una dinamica trinitaria, dal Padre per il Figlio nell'unità dello Spirito Santo. I testi considerati ispirati sono ritenuti sacri, poiché permettono di accedere alla Parola di Dio, fanno parte del canone della Bibbia e sono considerati normativi in particolare per questioni di fede e morale. Al contrario i testi non riconosciuti come ispirati sono considerati apocrifi.
Si nota una notevole varietà del modo di intendere l'ispirazione tra le varie confessioni cristiane e lungo il variare dei secoli. Questo ha portato alla stesura di diversi canoni biblici e a diversi modi di intendere l'effettiva storicità degli eventi narrati nei testi ispirati (vedi Inerranza della Bibbia).

## Ispirazione nell'Antico Testamento
L'idea della particolare autorevolezza divina di alcune azioni o insegnamenti è presente all'interno di alcuni loci dell'Antico Testamento. Nelle versioni italiane, in particolare quelle che seguono la Vulgata, viene talvolta usato il termine "ispirazione", ma il confronto col testo originale ebraico o aramaico evidenzia come in tali lingue mancasse un preciso termine con un significato tecnico come avviene per l'attuale 'ispirazione':
In moltissimi loci veterotestamentari si parla di "Parola di Dio" o vengono introdotti oracoli con la formula stereotipata "Così dice il Signore" (v. p.es. 1Re12,22-24; 1Cr17,3-4; Ger35,13; Ez2,4; Zac7,9...). Anche in questi casi manca il termine 'ispirazione', ma è evidente che il testo presenta tali parole come 'ispirate', cioè provenienti da Dio.
Numeri 11:24-30 stabilisce un nesso causale fra la manifestazione del carisma profetico e l'effusione dello Spirito Santo sui Settanta di Mosè: dopoché il Signore trasferì lo Spirito Santo da Mosé ai Settanta, questi ultimi iniziarono a dire parole profetiche. La profezia è un capitolo importante dell'Antico Testamento di cui tale brano afferma la possibile ispirazione divina.

## Ispirazione nel Nuovo Testamento
È solamente nel Nuovo Testamento che compare il termine specifico e l'idea di 'ispirazione' riferito ad alcune opere precedenti. In particolare:
L'esame di questi due passi mostra come già in età apostolica (I secolo) vi fosse all'interno della comunità cristiana la consapevolezza della origine soprannaturale delle Scritture bibliche, sebbene siano state concretamente redatte da autori umani.

## Interpretazione teologica
Lo stesso Nuovo Testamento dunque evidenzia come i testi sacri siano stati redatti da uomini (in termine tecnico "agiografi", dal greco letteralmente "scrittori sacri") ispirati da Dio, ma non chiarisce come debba essere considerato questo rapporto. Lungo i secoli, in particolare dai Padri della Chiesa e dai teologi scolastici, sono state fornite diverse interpretazioni circa il modo di intendere questo rapporto Dio-agiografi e dunque circa la natura stessa dell'ispirazione della Bibbia e della sua verità storica (vedi Inerranza della Bibbia).
I vari modelli (espressioni, similitudini, spiegazioni concettuali) non devono essere visti necessariamente come esclusivi, cioè scegliendone uno e rigettando gli altri. Non è mancata, in particolare nella tradizione cattolica, una loro applicazione complementare, mettendo in risalto di volta in volta alcuni aspetti peculiari del processo ispirativo.

### "Scritta da Dio"
In alcuni passi dell'Antico Testamento (Es24,12;31,18;32,16;34,28;Dt5,22;10,4) il decalogo viene detto "scritto da Dio", o addirittura "dal dito di Dio" (Es31,18). Questa immagine, applicata ai soli dieci comandamenti dati a Mosè sul monte, stabilisce un legame diretto e immediato tra la Parola di Dio e il testo sacro, senza alcuna mediazione umana. Agli occhi del moderno metodo storico-critico questo può apparire come un modello eccessivamente semplicistico.

### Dio autore
Solitamente nella tradizione cristiana e in particolare nel magistero cattolico, per esprimere il rapporto di Dio con la scrittura ispirata, Dio viene definito 'autore' della Bibbia. L'immagine va contestualizzata all'interno delle eresie dualistiche (v. in particolare il Manicheismo), per le quali l'autore dell'Antico Testamento non è lo stesso del Nuovo Testamento. Scrive Agostino:
(Agostino, Contro l'avversario della Legge e dei Profeti (Contra adversarium Legis et Prophetarum) 1,17,35, PL 42,623)
L'immagine di Dio come autore della Bibbia è successivamente ripresa dai principali concili cattolici:
(Concilio di Firenze, bolla Cantate Domino del 4 febbraio 1442, EB 47, DS 1334)
(Concilio di Trento, Decreti sulle sacre Scritture dell'8 aprile 1546, EB 57, DS 1501)
(Concilio Vaticano I, costituzione Dei Filius del 24 aprile 1870, EB 77, DS 3006)
Il pericolo evidente di questo modello è quello di negare o minimizzare il ruolo dell'autore umano. Proprio per questo l'ultima dichiarazione magisteriale della Chiesa Cattolica più importante relativa alla Bibbia, la costituzione Dei Verbum del Concilio Vaticano II, nell'affermare che autore della Bibbia è Dio, aggiunge che anche gli agiografi umani sono 'veri autori':
(Concilio Vaticano II, costituzione Dei Verbum del 18 novembre 1965, n. 11, EB 686, DS 4215)

### Dictatio
Un modello che ha avuto una notevole fortuna nell'antichità è stato quello che vede nella Bibbia il risultato di una dictatio di Dio agli agiografi. Il termine latino 'dictare' non va inteso come del tutto coincidente con l'omologo italiano 'dettare': esso indica primariamente un dire intenso, autorevole, e in senso lato può indicare la dettatura vera e propria.
(Girolamo, Lettera 120,10, PL 22,997 )
(Agostino, Il consenso degli evangelisti (De consensu Evangelistarum) 1,35,54 PL 34,1070 )
Nel modello della dictatio il principale autore della Bibbia è Dio, mentre l'agiografo ha un ruolo nettamente subordinato, anche se non vengono chiarite le modalità di tale rapporto. È evidente il pericolo insito in questo modello che può facilmente arrivare a minimizzare l'apporto umano nella stesura della Scrittura.

### Dettatura
Il modello della dictatio fu radicalmente estremizzato dal teologo domenicano Domingo Báñez (1528-1604). Báñez vedeva nella Bibbia il risultato di una mera dettatura verbale da parte di Dio all'agiografo, che risulta così come niente più che un mero copista. In ambito cristiano questo modello è parte integrante dell'integralismo religioso che caratterizza in particolare alcuni movimenti protestanti in ambito statunitense: il contenuto della Bibbia viene direttamente da Dio e perciò è privo di errori e va preso alla lettera.
Un modello simile è presente anche nella tradizione islamica circa la formazione del Corano, dettato a Maometto.

### Organon
L'immagine dell'organon, traslitterazione della parola greca significante 'strumento', fu sviluppata fin dall'epoca patristica. Secondo tale modello l'agiografo umano, con le proprie facoltà e conoscenze, è uno strumento nelle mani di Dio. Rispetto al modello della dictatio si può dire che, all'interno del rapporto Dio-agiografo, il baricentro si avvicina a quest'ultimo.
Già nel II secolo l'apologista cristiano Atenagora di Atene scrive nella sua Supplica intorno ai cristiani (Legatio pro Christianis, circa 176-180 d.C.) :
(Cap. 7.3, PG 6,903)
(Cap. 9.1, PG 6,908)
L'opera anonima Cohortatio ad Graecos (II-III secolo) recita:
(Cap. 8, PG 6,256)
Il modello godette di notevole fortuna nella teologia scolastica medievale che lo ha reinterpretato alla luce della metafisica Aristotelica: i testi biblici sono scritti da uomini, che ne rappresentano la causa efficiente (o strumentale), ma lo Spirito Santo rimane l'autore principale della Bibbia. Scrive Tommaso d'Aquino:
(Quodlibetales 7,14,5)
Nella tradizione cattolica contemporanea il modello dell'organon è ripreso dall'enciclica Divino Afflante Spiritu di Pio XII (30 settembre 1943). L'enciclica però chiarisce il ruolo attivo e partecipe dell'autore "strumento" di Dio, del quale va tenuto conto in sede di ricerca:
(Divino Afflante Spiritu, EB 556)
Nel documento Dei Verbum del Concilio Vaticano II l'immagine dell'autore come strumento non è presente.

### Economico
In epoca contemporanea il modello maggiormente diffuso tra teologi ed esegeti è quello cosiddetto 'economico': il processo ispirativo va considerato all'interno dell'economia della salvezza, cioè all'interno dei processi attuati da Dio e dagli uomini nella storia umana in vista della salvezza. In tal modo vengono messi in primo piano, unitamente all'azione di Dio e degli agiografi, i fattori storici, sociali, culturali, linguistici che hanno caratterizzato l'operato degli autori umani e dei destinatari degli scritti biblici.
Nel panorama cattolico il modello detto 'economico' che valorizza adeguatamente il contesto storico della Bibbia si fa strada solo in epoca relativamente recente. Nel 1902 è istituita la Pontificia Commissione Biblica. Nel 1906 viene incentivato lo studio della Bibbia nei seminari. Nel 1908 è istituito il Pontificio Istituto Biblico. Sempre dall'inizio del XX secolo vengono incentivate campagne di scavi archeologici in Palestina. Viene incentivato lo studio delle lingue originali della Bibbia e dei manoscritti biblici.
Questo nuovo corso all'interno della Chiesa cattolica viene descritto in maniera particolarmente lucida nel documento Divino Afflante Spiritu di Pio XII (30 settembre 1943).

## Dogmatica
Il Credo niceno afferma l'ispirazione da parte dello Spirito Santo Dio alle parole E ha parlato per mezzo dei profeti.
Il Catechismo della Chiesa cattolica recita:
107 I libri ispirati insegnano la verità. « Poiché dunque tutto ciò che gli autori ispirati o agiografi asseriscono è da ritenersi asserito dallo Spirito Santo, si deve dichiarare, per conseguenza, che i libri della Scrittura insegnano fermamente, fedelmente e senza errore la verità che Dio per la nostra salvezza volle fosse consegnata nelle Sacre Lettere ».»
(CCC, §§ 106-107)
Nella Chiesa Cattolica vige il dogma di credere tutto ciò che è contenuto nella parola di Dio scritta o tramandata, e viene proposto dalla Chiesa o con solenne definizione o con ordinario e universale magistero come verità da Dio rivelata. Tale formulazione è contenuta nei canoni del Concilio Vaticano I e fu interamente ribadita dall'enciclica Satis Cognitum di papa Leone XIII.
(Concilio Vaticano I, Sess. III, cap. 3)
L'obbligo di credere riguarda non solo i libri che compongono la Sacra Scrittura, ma anche ciò che in essa non è esplicitamente menzionato e trova fondamento nella tradizione successiva dei Concili e dei Padri.
Le fonti della fede salvifica sono Scritture, Concili e Padri. L'immutabile Magistero della Chiesa Cattolica li considera in eguale misura ispirati dallo Spirito Santo Dio e quindi aventi pari grado di verità, unità e bontà necessaria e sufficiente per conseguire il fine salvifico dell'esistenza terrena.
I decreti conciliari, chiamati canoni, sono assimilati ai dogmi per quanto attiene all'effetto giuridico della scomunica che viene contemplato per quanti li disattendono. Il contenuto della parola di Dio tramandata include anche i dogmi mariani, la cui definizione si fonda su una tradizione esegetica plurisecolare e sull'elaborazione patristica e teologica della Sacra Scrittura.
Prima ancora del Concilio di Trento, l'inno eucaristico Adoro te devote, ufficialmente già riconosciuto dalla Chiesa Cattolica nel XIII secolo, affermava: 
(San Tommaso D'aquino, Adoro te devote)